# شين إيون-كيونغ
شين إيون-كيونغ (هانغل: 신은경) هي ممثلة كورية جنوبية، ولدت في 15 فبراير 1973 في بوسان في كوريا الجنوبية.

## أعمال

### مسلسلات تلفزيونية
- يا شبحي
- السقيفة
- السقيفة 2
- السقيفة 3
- كرامة الإمبراطورة[7]
- الهاربون السبعة[8]

## وصلات خارجية
- شين إيون-كيونغ على موقع IMDb (الإنجليزية)
- شين إيون-كيونغ على موقع أول موفي (الإنجليزية)
- شين إيون-كيونغ على موقع قاعدة بيانات الفيلم (الإنجليزية)